# Alingsås kommun
Alingsås kommun är en kommun i Västra Götalands län, i före detta Älvsborgs län. Centralort är Alingsås.

## Administrativ historik
Kommunens område motsvarar socknarna: Alingsås, Bälinge, Erska, Hemsjö, Långared, Magra, Rödene, Stora Mellby (huvuddelen) och Ödenäs samt en mindre del av Östads socken. I dessa socknar bildades vid kommunreformen 1862 landskommuner med motsvarande namn, dock en gemensam för Alingsås och Rödene kallad Alingsås landsförsamlings och Rödene landskommun. Alingsås stad bildad 1619, stadskommun från 1863, låg även den inom kommunens nuvarande område.
Vid kommunreformen 1952 skedde olika sammanslagningar av kommunerna och storkommunerna Bjärke landskommun och Hemsjö landskommun bildades. 1955 överfördes området Bälinge från Vårgårda landskommun till Alingsås stad.
Alingsås kommun bildades vid kommunreformen 1971 genom ombildning av stadskommunen Alingsås stad. 1974 införlivades Hemsjö kommun och huvuddelen av Bjärke kommun. 1975 överfördes från Lerums kommun den nordligaste delen av Östads socken (Brobacka och Österäng med omnejd), jämte norra delen av Östads by (Östads säteri med omnejd, tidigare kallat Överbyn).
Kommunen ingår sedan bildandet i Alingsås tingsrätts domsaga.
| före reformerna           | före reformerna | efter reformen 1862                     | dito 1952        | dito 1952     | dito 1971    | dito 1971                        |
| –1862                     | –1862           | 1863–1951                               | 1952–1954        | 1955–1970     | 1971–1973    | 1974–                            |
| ------------------------- | --------------- | --------------------------------------- | ---------------- | ------------- | ------------ | -------------------------------- |
| härad                     | socken          | landskommun                             | ”storkommun”     | ”storkommun”  | enhetskommun | enhetskommun                     |
| Alingsås stad             | Alingsås stad   | Alingsås stad                           | Alingsås stad    | Alingsås stad | Alingsås kn  | Alingsås kommun                  |
| ingående i Kullings härad | Alingsås sn     | Alingsås landsförsamlings och Rödene kn | Alingsås stad    | Alingsås stad | Alingsås kn  | Alingsås kommun                  |
| ingående i Kullings härad | Rödene sn       | Alingsås landsförsamlings och Rödene kn | Alingsås stad    | Alingsås stad | Alingsås kn  | Alingsås kommun                  |
| ingående i Kullings härad | Bälinge sn      | Bälinge kn                              | till Vårgårda kn | Alingsås stad | Alingsås kn  | Alingsås kommun                  |
| ingående i Kullings härad | Hemsjö sn       | Hemsjö kn                               | Hemsjö kn        | Hemsjö kn     | Hemsjö kn    | Alingsås kommun                  |
| ingående i Kullings härad | Ödenäs sn       | Ödenäs kn                               | Hemsjö kn        | Hemsjö kn     | Hemsjö kn    | Alingsås kommun                  |
| ingående i Kullings härad | Långareds sn    | Långareds kn                            | Bjärke kn        | Bjärke kn     | Bjärke kn    | Alingsås kommun                  |
| Bjärke härad              | Erska sn        | Erska kn                                | Bjärke kn        | Bjärke kn     | Bjärke kn    | Alingsås kommun                  |
| Bjärke härad              | St. Mellby sn   | St. Mellby kn                           | Bjärke kn        | Bjärke kn     | Bjärke kn    | Alingsås kommun                  |
| Bjärke härad              | Magra sn        | Magra kn                                | Bjärke kn        | Bjärke kn     | Bjärke kn    | Alingsås kommun                  |
| Bjärke härad              | Lagmansereds sn | Lagmansereds kn                         | Bjärke kn        | Bjärke kn     | Bjärke kn    | Lagmansered till Trollhättans kn |

Alingsås kommun räknas sedan den 1 januari 2005 som en del av Storgöteborg.

## Geografi
Alingsås kommun är belägen i de västra delarna av landskapet Västergötland. Kommunen gränsar i väster till Lerums kommun, Ale kommun, Trollhättans kommun, samt två mindre enklaver av Lilla Edets kommun i före detta Älvsborgs län, i norr till Grästorps kommun i före detta Skaraborgs län, i norr och öster till Essunga kommun i före detta Skaraborgs län och i öster även Vårgårda kommun i före detta Älvsborgs län samt i söder till Bollebygds kommun också i före detta Älvsborgs län. Genom kommunen rinner Säveån.

### Topografi och hydrografi
Alingsås kommun utgörs till största delen av det skogs- och sjölandskap som präglar södra Västergötland. Det bryts dock av något av jordbrukslandskap längs Säveån nordost om centralorten, upp mot Varaslätten.
Nedan presenteras andelen av den totala ytan 2020 i kommunen jämfört med riket.
|  | Bebyggelse (8,1 %) |

|  | Skog (64,3 %) |

|  | Öppen myrmark (1,2 %) |

|  | Jordbruksmark (16,4 %) |

|  | Övrig mark (10,0 %) |

|  | Bebyggelse (3,1 %) |

|  | Skog (68,0 %) |

|  | Öppen myrmark (7,2 %) |

|  | Jordbruksmark (7,4 %) |

|  | Övrig mark (14,3 %) |

I Alingsås kommun finns över 150 namngivna sjöar och tjärnar. Några av de större listas i tabellen nedan.
| Sjö | Area*     |
| --- | --------- |
| Mjörn** | 55 km²    |
| Anten | 18 km²    |
| Ömmern*** | 10 km²    |
| Stora Färgen | 6,4 km²   |
| Sävelången**** | 5,2 km²   |
| Store-Nären | 3,1 km²   |
| Ören***** | 1,4 km²   |
| Hälsingen | 1,04 km²  |
| Lilla Färgen | 0,41 km²  |
| Gärdsken | 0,547 km² |
| *Enligt SMHI:s lista över svenska sjöar (ett genomsnitt av listans värden anges) **Cirka halva Mjörn ligger i Lerums kommun ***Små delar av Ömmern ligger i Bollebygds och Lerums kommuner ****Största delen av Sävelången ligger i Lerums kommun *****En liten del av Ören ligger i Bollebygds kommun |           |

### Administrativ indelning
Fram till 2016 var kommunen för befolkningsrapportering indelad i Alingsås församling, Bjärke församling (ligger även i Trollhättans kommun), Hemsjö församling samt Ödenäs församling.

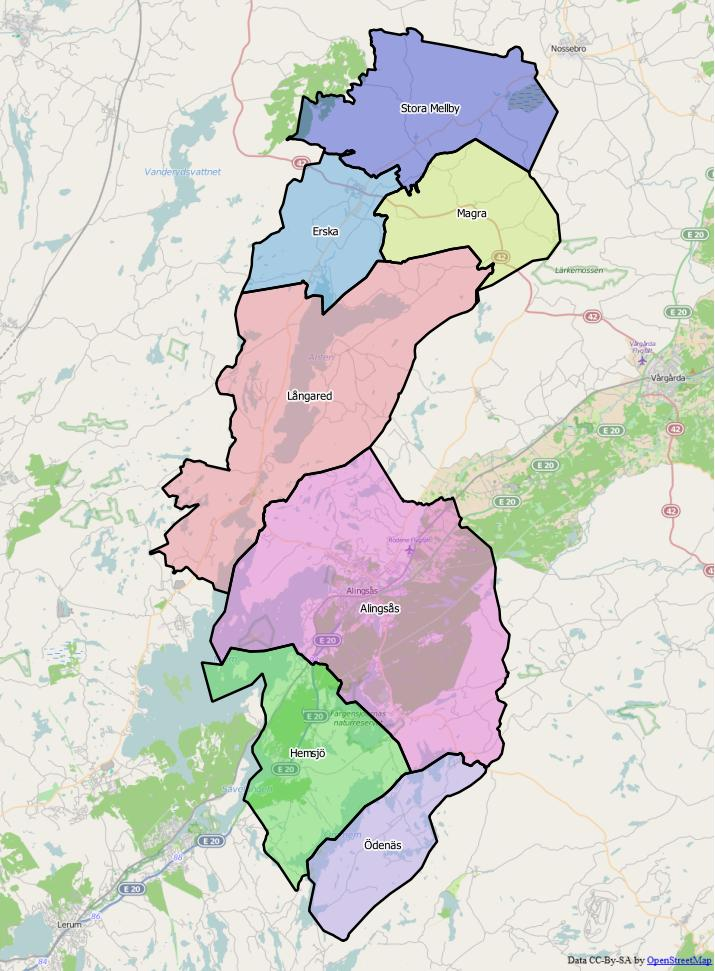
Distrikt inom Alingsås kommun

Från 2016 indelas kommunen i distrikten Alingsås, Erska, Hemsjö, Långared, Magra, Stora Mellby och Ödenäs.

### Tätorter
Vid tätortsavgränsningen av Statistiska centralbyrån den 31 december 2015 fanns det tolv tätorter i Alingsås kommun. 
| Nr | Tätort           | Folkmängd |
| -- | ---------------- | --------- |
| 1  | Alingsås         | 26 329    |
| 2  | Ingared (del av) | 1 553     |
| 3  | Sollebrunn       | 1 482     |
| 4  | Västerbodarna    | 1 123     |
| 5  | Gräfsnäs         | 393       |
| 6  | Hemsjö           | 370       |
| 7  | Stora Mellby     | 349       |
| 8  | Hjälmared        | 266       |
| 9  | Långared         | 264       |
| 10 | Svanvik          | 257       |
| 11 | Ryd              | 212       |
| 12 | Magra            | 208       |

Centralorten är i fet stil.
Tätorten Norseund var delad på två kommuner: Lerums kommun och Alingsås kommun .

## Styre och politik

### Styre
| 1994-1998 | S  | V  | MP |    |
| 1998-2002 | S  | V  | C  |    |
| 2002-2006 | FP | M  | KD | MP |
| 2006-2014 | M  | FP | KD | C  |
| 2015-2016 | S  | MP | V  |    |
| 2017-2022 | M  | L  | KD | C  |
| 2022-     | M  | L  | KD |    |

### Kommunfullmäktige

#### Presidium
| Presidium 2022–2026    | Presidium 2022–2026 | Presidium 2022–2026 |
| ---------------------- | ------------------- | ------------------- |
| Ordförande             | L                   | Linda Espeving      |
| Förste vice ordförande | S                   | Sebastian Aronsson  |
| Andre vice ordförande  | M                   | Dennis Alvdén       |

#### Lista över kommunfullmäktiges presidium
| Period                | Ordförande | Ordförande                                              | 1:e v. ordförande | 1:e v. ordförande  | 2:e v. ordförande | 2:e v. ordförande   |
| --------------------- | ---------- | ------------------------------------------------------- | ----------------- | ------------------ | ----------------- | ------------------- |
| 1971–1973             | FP         | Gunnar Lindahl                                          | S                 | Axel Johansson     | C                 | Gunde Raneskog      |
| 1974–1976             | FP         | Gunnar Lindahl                                          | S                 | Algot Granström    | M                 | Brita Carlsson      |
| 1977–1979-10-31       | FP         | Hilding Hellemar                                        | S                 | Algot Granström    | M                 | Brita Carlsson      |
| 1979-11-01–1985-10-31 | FP         | Hilding Hellemar                                        | S                 | Henry Blomberg     | M                 | Brita Carlsson      |
| 1985-11-01–1988-10-31 | FP         | Hilding Hellemar                                        | S                 | Henry Westerholm   | C                 | Karl Berglund       |
| 1988-11-01–1994-10-31 | M          | Jöran Berger                                            | S                 | Henry Westerholm   | C                 | Karl Berglund       |
| 1994-11-02–1998-10-31 | S          | Arne Bengtsson                                          | M                 | Jöran Berger       | S                 | Mariella Loberg     |
| 1998-11-04–2002-10-31 | S          | Arne Bengtsson                                          | M                 | Jöran Berger       | C                 | Uno Wengholm        |
| 2002-??-??–2006-10-31 | M          | Jöran Berger                                            |                   | uppgift saknas     |                   | uppgift saknas      |
| 2006-??-??–2010-10-31 | FP         | Elver Jonsson                                           | S                 | Lennart Allbro     | KD                | Gunilla Gomér       |
| 2010-??-??–2014-10-31 | FP         | Kristina Grapenholm                                     | S                 | Lennart Allbro     | C                 | Bo Lundbladh        |
| 2014-10-15–2016-12-31 | S          | Lennart Allbro                                          | M                 | Magnus Linde       | S                 | Birgitta Carlsson   |
| 2017-01-01–2018-10-14 | L          | Kristina Grapenholm Jan Kesker (2020-11-04--2021-01-31) | S                 | Lennart Allbro     | S                 | Birgitta Carlsson   |
| 2018-10-15–2022-10-14 | L          | Kristina Grapenholm Jan Kesker (2020-11-04--2021-01-31) | S                 | Birgitta Carlsson  | M                 | Per-Gordon Tranberg |
| 2022-10-15–2026-10-14 | M          | Linda Espeving                                          | S                 | Sebastian Aronsson | M                 | Dennis Alvdén       |

Källor: 

#### Mandatfördelning 1970–2022
Antalet mandat i kommunfullmäktige var 39 i valet 1970 och 49 från valet 1973 till och med valet 1985. Från valet 1988 ökade antalet mandat till 51.
Största partiet i kommunfullmäktige har i samtliga val varit Socialdemokraterna. Näst största parti var Folkpartiet (sedan 2015 Liberalerna) i valen 1970 och 2002, Centerpartiet i valen 1973-1979 samt Moderaterna i valen 1982-1998 och 2006-2022.

Samtliga av Sveriges åtta riksdagspartier finns representerade i Alingsås kommunfullmäktige. Utöver dem satt Ny demokrati i fullmäktige efter valen 1991 och 1994.
| 18 | 6 | 10 |  | 4 |

| 33 | 6 |

|  | 18 | 12 | 9 | 2 | 7 |

| 40 | 9 |

|  | 17 | 13 | 9 | 2 | 7 |

| 38 | 11 |

| 3 | 17 | 10 | 9 | 2 | 8 |

| 38 | 11 |

| 3 | 18 |  | 9 | 6 | 2 | 10 |

| 35 | 14 |

| 3 | 18 |  | 6 | 9 | 2 | 10 |

| 34 | 15 |

| 3 | 19 | 3 | 7 | 8 |  | 9 |

| 34 | 17 |

| 3 | 17 |  | 3 | 5 | 7 | 4 | 10 |

| 36 | 15 |

| 4 | 20 | 3 |  | 5 | 5 | 3 | 10 |

| 33 | 18 |

| 7 | 16 | 3 | 3 | 4 | 8 | 10 |

| 30 | 21 |

| 5 | 17 |  | 3 | 9 | 7 | 8 |

| 28 | 23 |

| 4 | 17 | 3 | 3 | 9 | 5 | 10 |

| 28 | 23 |

| 4 | 14 | 5 |  | 3 | 7 | 4 | 12 |

| 30 | 21 |

| 4 | 15 | 6 | 4 | 3 | 5 | 4 | 10 |

| 25 | 26 |

| 4 | 14 | 3 | 6 | 6 | 6 | 4 | 8 |

| 27 | 24 |

| 5 | 14 |  | 7 | 5 | 4 | 4 | 10 |

| 26 | 25 |

### Nämnder

#### Kommunstyrelse
| Presidium 2025– | Presidium 2025– | Presidium 2025– |
| --------------- | --------------- | --------------- |
| Ordförande      | M               | Jan-Erik Wallin |
| Vice ordförande | S               | Anton César     |

Källa:

#### Lista över kommunstyrelsens ordförande
| Namn | Namn                  | Tillträdde       | Avgick           |
| ---- | --------------------- | ---------------- | ---------------- |
|      | Hilding Hellemar (FP) | 1971             | 1973             |
|      | Uno Wengholm (C)      | 1974             | 1982             |
|      | Jöran Berger (M)      | 1983             | 1988             |
|      | Lage Ahlström (Fp)    | 1989             | 1991             |
|      | Björn Leivik (M)      | 1992             | 1994             |
|      | Anne Svensson (S)     | 1 januari 1995   | 31 december 1997 |
|      | Tore Hult (S)         | 1 januari 1998   | 31 december 2002 |
|      | Elver Jonsson (FP)    | 1 januari 2003   | 31 december 2006 |
|      | Ingegerd Löfqvist (M) | 1 januari 2007   | 25 mars 2009     |
|      | Daniel Filipsson (M)  | 25 mars 2009     | 31 december 2014 |
|      | Joakim Järrebring (S) | 1 januari 2015   | 31 december 2016 |
|      | Daniel Filipsson (M)  | 1 januari 2017   | 22 januari 2025  |
|      | Inger Carlborg (M)    | 27 januari 2025  | 26 februari 2025 |
|      | Jan-Erik Wallin (M)   | 26 februari 2025 |                  |

#### Kommunstyrelsens vice ordförande
| Namn | Namn                  | Tillträdde        | Avgick            |
| ---- | --------------------- | ----------------- | ----------------- |
|      | Henry Blomberg (S)    | 1974              | 1979              |
|      | Arne Bengtsson (S)    | 1979              | 1991              |
|      | Anne Svensson (S)     | 1992              | 1994              |
|      | Björn Leivik (M)      | 1 januari 1995    | 31 december 1998  |
|      | Sonny Apoy (M)        | 1 januari 1999    | 31 december 2002  |
|      | Tore Hult (S)         | 1 januari 2003    | 31 augusti 2012   |
|      | Joakim Järrebring (S) | 1 september 2012  | 31 december 2014  |
|      | Daniel Filipsson (M)  | 1 januari 2015    | 31 december 2016  |
|      | Joakim Järrebring (S) | 1 januari 2017    | 23 september 2018 |
|      | Simon Waern (S)       | 24 september 2018 | 22 januari 2025   |
|      | Peter Norlander (S)   | 27 januari 2025   | 26 februari 2025  |
|      | Anton César (S)       | 26 februari 2025  |                   |

#### Kommunstyrelsens 2:e vice ordförande
Har endast förekommit 1989–1994
| Namn | Namn             | Tillträdde | Avgick |
| ---- | ---------------- | ---------- | ------ |
|      | Björn Leivik (M) | 1989       | 1991   |
|      | Uno Wengholm (C) | 1992       | 1994   |

#### Övriga nämnder
| Nämnd                          | Ordförande | Ordförande          | Vice ordförande | Vice ordförande           |
| ------------------------------ | ---------- | ------------------- | --------------- | ------------------------- |
| Barn- och ungdomsnämnden       | M          | Thomas Thim         | S               | Camilla Stensson          |
| Bygg- och miljönämnden         | KD         | Lady France Mulumba | S               | Sebastian Aronsson        |
| Kultur- och utbildningsnämnden | L          | Anne Gunnevik       | S               | Malin Sultan              |
| Socialnämnden                  | KD         | Kent Percival       | S               | Leif Hansson              |
| Tekniska nämnden               | L          | Ingela Andreen      | S               | Lars-Ivan Gustafsson      |
| Vård- och äldreomsorgsnämnden  | M          | Eva-Lotta Pamp      | S               | Birgit Börjesson          |
| Överförmyndarnämnden           | M          | Per-Gordon Tranberg | S               | Pamela Nilsson Ludvigsson |
| Valnämnden                     | M          | Britt Berggren      | S               | Birgitta Carlsson         |

Källa:

### Valresultat 2022
| Parti                                  | Parti                                  | Röstfördelning | Röstfördelning | Röstfördelning | Röstfördelning | Mandatfördelning | Mandatfördelning |
| Parti                                  | Parti                                  | Antal          | Andel          | Antal +−       | Andel +−       | Antal            | +−               |
| -------------------------------------- | -------------------------------------- | -------------- | -------------- | -------------- | -------------- | ---------------- | ---------------- |
|                                        | Socialdemokraterna                     | 7403           | 27,05 %        | +15            | +0,10 %        | 14               | 0                |
|                                        | Moderaterna                            | 5134           | 18,76 %        | +804           | +2,96 %        | 10               | +2               |
|                                        | Sverigedemokraterna                    | 3912           | 14,30 %        | +512           | +1,90 %        | 7                | +1               |
|                                        | Vänsterpartiet                         | 2684           | 9,81 %         | +769           | +2,82 %        | 5                | +1               |
|                                        | Centerpartiet                          | 2454           | 8,97 %         | -986           | -3,58 %        | 5                | -1               |
|                                        | Kristdemokraterna                      | 2119           | 7,74 %         | +244           | +0,90 %        | 4                | 0                |
|                                        | Liberalerna                            | 2030           | 7,42 %         | -1008          | -3,66 %        | 4                | -2               |
|                                        | Miljöpartiet                           | 1336           | 4,88 %         | -336           | -1,22 %        | 2                | -1               |
|                                        | Övriga anmälda partier                 | 293            | 1,07 %         | -62            | -0,23 %        | 0                | 0                |
| Giltiga röster totalt                  | Giltiga röster totalt                  | 27 365         | 100,00 %       | -48            | —              | 51               | 0                |
| Ogiltiga röster - totalt               | Ogiltiga röster - totalt               | 420            | 1,51 %         | +6             | +0,02 %        |                  |                  |
| Ogiltiga röster - inte anmälda partier | Ogiltiga röster - inte anmälda partier | 15             | 0,05 %         | -14            | -0,05 %        |                  |                  |
| Ogiltiga röster - blanka               | Ogiltiga röster - blanka               | 381            | 1,37 %         | +17            | +0,06 %        |                  |                  |
| Ogiltiga röster - övriga               | Ogiltiga röster - övriga               | 24             | 0,09 %         | +3             | +0,01 %        |                  |                  |
| Valdeltagande                          | Valdeltagande                          | 27 785         | 85,30 %        | -42            | -2,66 %        |                  |                  |
| Röstberättigade                        | Röstberättigade                        | 32 575         | —              | +938           | —              |                  |                  |

Källa:

### Kommunalförbund
Alingsås kommun är medlem i två kommunalförbund.
- Alingsås och Vårgårda Räddningstjänstförbund (AVRF)
- Göteborgsregionens kommunalförbund (GR)

### Internationella relationer
Kultur- och utbildningsnämnden ansvarar för samarbetet med kommunens vänorter. Alingsås har sex vänorter. I det nordiska samarbetet finns vänorterna Tårnby i Danmark och Skedsmo i Norge. Vänortssamarbete bedrivs även med Leisi i Estland, Mont-de-Marsan i Frankrike, Kartong i  Gambia och Ocotal, Nicaragua. Exempel på samarbete med orterna är Västra bodarna skola som har samarbete och fadderbarn i Kartong.

## Ekonomi och infrastruktur

### Näringsliv
Kommunens tidigare blomstrande textilindustri har nästan helt försvunnit, och tillverkningsindustrin är nu dominerad av verkstadssektorn. Förutom flera småföretag finns det även några större anläggningar i centralorten, såsom ABB Kabeldon AB som specialiserar sig på elkablar och kabelskåp. Andra betydande privata arbetsgivare inkluderar Alingsås stormarknad AB och ISS Facility Services AB inom tjänstesektorn. Kommunen själv och Västra Götalandsregionen, särskilt genom länslasarettet, är de största enskilda arbetsgivarna i området.

### Infrastruktur

#### Transporter
Kommunen ligger längs E20 och Västra stambanan som genomkorsar kommunen från sydväst mot öster. Norra delen av kommunen genomkorsas av riksväg 42 i öst-västlig riktning medan kommunens västra del genomkorsas av länsväg 190 i nord-sydlig riktning. Mellan Anten och Mjörn avtar länsväg 180 åt sydöst genom Alingsås.
Västgötabanan invigdes år 1900. En del av den smalspåriga järnvägssträckan, Anten-Gräfsnäs, används sedan 1965 som museijärnväg. Genom kommunen går också Västra stambanan som började byggas den 30 april 1856 i Skaveryd strax utanför Alingsås. Hela sträckan Göteborg–Stockholm stod färdig hösten 1862. Under 1910-talet byggdes banan ut, på vissa delar, med dubbelspår och 1916 kunde järnvägen tas i bruk fram till Norsesund. Banan elektrifierades 1923. Därefter har inga större förändringar av järnvägen gjorts i kommun. Stambanan trafikeras av fjärrtåg SJ och VR som stannar vid Alingsås station, vilket även regiontågen Västtågen gör på väg mot Vårgårda och Skövde samt Göteborgs pendeltåg med stopp vid Norsesunds station, Västerbodarna och Alingsås.

## Befolkning

### Demografi

#### Befolkningsutveckling
Kommunen har 42 751 invånare (31 mars 2025), vilket placerar den på 63:e plats avseende folkmängd bland Sveriges kommuner.
| Befolkningsutvecklingen i Alingsås kommun 1970–2020                                                             | Befolkningsutvecklingen i Alingsås kommun 1970–2020 | Befolkningsutvecklingen i Alingsås kommun 1970–2020 | Befolkningsutvecklingen i Alingsås kommun 1970–2020 | Befolkningsutvecklingen i Alingsås kommun 1970–2020 |
| --- | --------------------------------------------------- | --------------------------------------------------- | --------------------------------------------------- | --------------------------------------------------- |
| |                                                     |                                                     |                                                     |                                                     |
| År |                                                     |                                                     | Folkmängd                                           |                                                     |
| 1970 | 1970                                                |                                                     | 26 529                                              |                                                     |
| 1975 | 1975                                                |                                                     | 27 796                                              |                                                     |
| 1980 | 1980                                                |                                                     | 29 637                                              |                                                     |
| 1985 | 1985                                                |                                                     | 31 394                                              |                                                     |
| 1990 | 1990                                                |                                                     | 33 626                                              |                                                     |
| 1995 | 1995                                                |                                                     | 34 758                                              |                                                     |
| 2000 | 2000                                                |                                                     | 35 153                                              |                                                     |
| 2005 | 2005                                                |                                                     | 36 010                                              |                                                     |
| 2010 | 2010                                                |                                                     | 37 796                                              |                                                     |
| 2015 | 2015                                                |                                                     | 39 602                                              |                                                     |
| 2020 | 2020                                                |                                                     | 41 602                                              |                                                     |
| Anm: Uppgifterna avser förhållandena den 31 december enligt den kommunala indelningen den 1 januari året efter. |                                                     |                                                     |                                                     |                                                     |

## Kultur

### Kulturarv
Mellbydalen kallas även Kvarnarnas dal, ett område där det troligen stod ett 100-tal väderkvarnar på 1800-talet. När Sverige fick utbyggd elektricitet under 1900-talet  övergavs de flesta kvarnarna, men några har räddats och restaurerats. Ett annat kulturarv är Gräfsnäs slott, idag en ruin. Slottet uppfördes på 1550-talet men brann tre gånger, senast 1834. Slottet lämnades därefter att förfalla och kvar är ruinen.

### Kommunvapen
Blasonering: I fält av silver en på grön mark framför en uppväxande grön ek gående röd hjort med horn, tunga och klövar av guld.
Vapnet fastställdes för Alingsås stad 1953, men går tillbaka på ett sigill från 1630-talet. Det registrerades för kommunen av PRV 1974.